# Maestro della Tomba di Tommaso Gallo

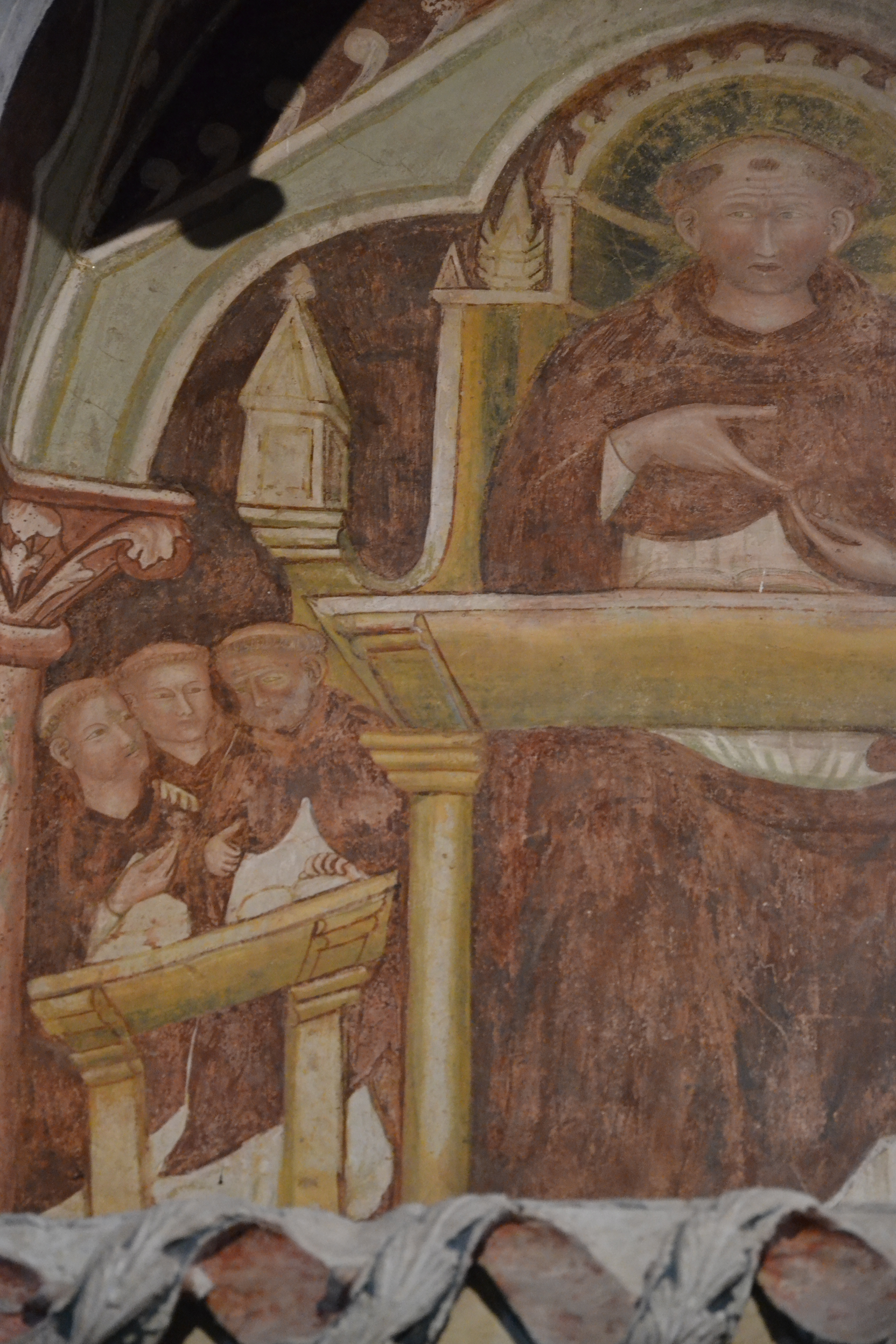
Affresco raffigurante San Tommaso in cattedra

Con in nome convenzionale di Maestro della Tomba di Tommaso Gallo viene indicato un pittore attivo a Vercelli intorno alla metà del XIV secolo, in particolare si indica l'autore della parte affrescata dell'arca sepolcrale di Tommaso Gallo, primo abate della basilica di Sant'Andrea a Vercelli. Le pitture rappresentano sotto la cuspide l'Incoronazione della Vergine, entro l'incorniciatura dell'arco del sepolcro, San Tommaso in cattedra tiene una lezione circondato dai suoi uditori e furono eseguite, si ritiene oggi, durante il periodo del vescovato di Lombardo della Torre (1345-1358). Gli affreschi rappresentano una testimonianza interessante della ricezione della cultura stilistica lombarda del tempo, come nel tiburio di Chiaravalle nel Piemonte orientale.